# Листовой рябой долгоносик
Листовой рябой долгоносик (Polydrusus cervinus) — вид долгоносиков-скосарей из подсемейства Entiminae.

## Описание
Жук длиной 4-5,5 мм. На надкрыльях чешуйки образуют пятнистый рисунок, который на надкрыльях не резкий, иногда исчезающий и очень маленький. Чешуйки серо-жёлтого или жёлтого, редко зелёного цвета. Тёмная полоска на диске переднеспинки и средняя полоска на круглых чешуйках развиты слабо. Головотрубка примерно равной длины и ширины, у самок явственно сужена к вершине, обычно равномерно покрыто чешуйками.

## Экология
Жук - полифаг. Личинки являются инквилинами в галлах, образуемых клещиком Eriophyes.

## Галерея

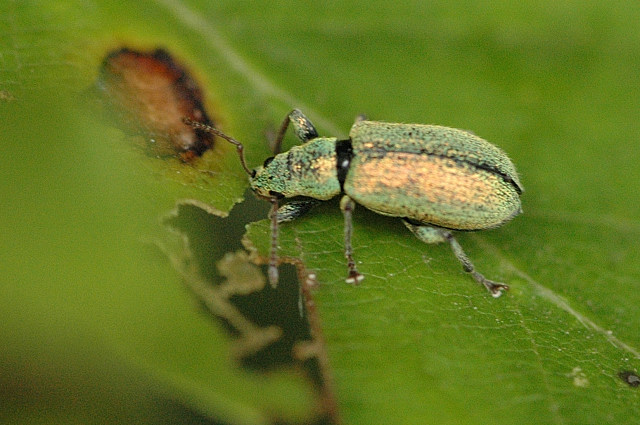